# Conophorus ussuriensis
Conophorus ussuriensis är en tvåvingeart som beskrevs av Paramonov 1940. Conophorus ussuriensis ingår i släktet Conophorus och familjen svävflugor. Inga underarter finns listade i Catalogue of Life.